# Rhétorique musicale
La rhétorique musicale est un aspect de la culture et de la pratique musicales aux XVIIe et XVIIIe siècles en Europe. Elle est un phénomène artistique, intellectuel et esthétique mais aussi un champ de recherche et domaine d'études, qui intéresse dorénavant à la fois les historiens de la musique et de la rhétorique, les musicologues et les musiciens, en particulier les spécialistes de la musique baroque jouée sur instruments anciens.
La rhétorique musicale est un champ de recherche spécifique, se distinguant de la problématique de l'expressivité musicale.

## Repères généraux
À la Renaissance, l'intérêt des humanistes italiens, français, allemands pour l'art oratoire antique a entraîné un renouveau des études rhétoriques, des pratiques de l'éloquence, basé sur un examen poussé des textes antiques (Aristote, Cicéron et Quintilien étant les auteurs les plus célèbres mais pas les seuls) et la redécouverte de certains ouvrages majeurs, comme la Poétique d'Aristote. Il devient alors habituel d'aborder les différents arts (peinture, sculpture, architecture, musique) selon la perspective de leur éloquence : une œuvre d'art a une dimension oratoire si elle vise à instruire (docere), à plaire (placere) et à émouvoir (movere). Les humanistes, puis leurs successeurs, montrent qu'il est possible de penser sa conception, sa composition et son effet sur son public en s'appuyant sur une terminologie rhétorique héritée ou inspirée des traités anciens. 
Le lien le plus frappant entre la musique et la rhétorique concerne les étapes de la conception du discours : recherche des idées (inventio), organisation des idées (dispositio), expression de ces idées avec des figures rhétoriques et des rythmes (elocutio), mémorisation (memoria), prononciation (pronuntiatio).
Au tournant des XVIe et XVIIe siècles puis jusqu'à une période très avancée du XVIIIe siècle, des musiciens, des théoriciens de la musique et des lettrés, le plus souvent italiens, allemands et français, ont mené une analyse approfondie de la rhétorique musicale : leurs idées convergent avec celles qui sont exprimées dans des ouvrages ayant pour sujet, suivant les cas, l'éloquence, l'art de la conversation ou la poésie. Le théoricien allemand Joachim Burmeister (1564-1629) a ainsi été le premier à décrire et expliquer, en particulier dans ses ouvrages Musica autoschédiastikè (1601) et Musica poetica (1606), les techniques de composition et les enjeux de la musique en utilisant des catégories rhétoriques précises et variées. Beaucoup d'autres théoriciens ont ensuite mené leurs propres réflexions ou repris les idées énoncées par certains de leurs prédécesseurs, par exemple Johannes Nucius, Athanasius Kircher,  Christoph Bernhard, Johann Mattheson, Johann David Heinichen, Johann Joachim Quantz, Carl Philipp Emanuel Bach, Johann Philipp Kirnberger.
La richesse de la rhétorique musicale vient de ce qu'il est impossible de la résumer à ce qu'en disent les traités (et notamment les exposés les plus scolaires et schématiques) car elle est un phénomène culturel très large et complexe.

## Études sur la rhétorique musicale
La recherche sur la rhétorique musicale s'est développée au XXe siècle sous l'impulsion de musicologues allemands, notamment Arnold Schering et Hans-Heinrich Unger. Jusqu'à la fin des années 70, les études se sont multipliées, accompagnant le mouvement de redécouverte de l'interprétation de la musique baroque sur instruments anciens.
Ces études concernaient essentiellement :
- les ressemblances générales entre musique et rhétorique (inventio, dispositio, decoratio, pronuntiatio)
- les figures rhétoriques (elocutio dans les traités latins de rhétorique) appliquées à la musique (la Figurenlehre en allemand[7])
- l'organisation du discours (dispositio : les six parties du discours, exordium, propositio, narratio, confirmatio, confutatio, peroratio évoquées par certains traités anciens de rhétorique puis par Johann Mattheson[8])
- la prononciation, en particulier la prononciation du chant et du récitatif

Dans les années 1980, le bien-fondé de la rhétorique musicale a été contesté par des chercheurs anglo-saxons. Cela a fait suite à la publication de quelques articles controversés, notamment celui de Ursula Kirkendale sur L'Offrande musicale de Johann Sebastian Bach : cette musicologue a soutenu que la composition de cette œuvre était entièrement guidée par l'Institution oratoire de Quintilien, ce qui a entraîné des contre-argumentations. Ces critiques visaient à montrer que l'analyse rhétorico-musicale n'est pas toujours assez convaincante et nuancée, que certaines études utilisent des simplifications et des raccourcis théoriques et historiques qui présentent la rhétorique et la rhétorique musicale comme si elles étaient les mêmes chez tous les musiciens, à toutes les époques et dans tous les pays.
Depuis les années 2000, l'étude de la rhétorique musicale connaît un renouveau, dans des analyses qui cherchent à en montrer la complexité, dans la théorie et la pratique :
- la variété des formes d'éloquence et des rapports entre éloquence verbale et éloquence musicale[12]
- le nombre oratoire en musique[13]
- la différence entre rhétorique musicale scolaire et éloquence musicale adulte

## Mise en pratique et enseignement de la rhétorique musicale

### Recherche et enseignement
Un certain nombre de musiciens mènent des recherches sur la rhétorique musicale, qu'ils articulent avec la pratique musicale et l'enseignement : une connaissance précise de l'art de l'éloquence aux XVIIe et XVIIIe siècles permet au musicien de se montrer éloquent lorsqu'il prononce le discours musical. Les pionniers ont été Gustav Leonhardt, Frans Brüggen, Nikolaus Harnoncourt, puis ils ont été suivis par Jos van Immerseel, Philippe Herreweghe et bien d'autres.
Aujourd'hui des musiciens, qui mènent des recherches sur la rhétorique musicale dans le cadre de leur démarche d'interprète, enseignent ce sujet, par exemple :
- Pierre-Alain Clerc, organiste, claveciniste et comédien, enseigne la rhétorique musicale à la Haute École de musique de Genève et de Lausanne en Suisse et lors de stages et de masterclasses en Europe[15].
- Pascal Dubreuil, claveciniste, enseigne la rhétorique musicale au Centre d'Études supérieures de musique et danse de Poitiers et lors de stages et de masterclasses en Europe[16].
- Jean-Yves Haymoz enseignait la rhétorique musicale dans son cours intitulé "Discours musical" au Conservatoire National Supérieur de Musique et de Danse de Lyon.

### Traités
Beaucoup de traités des XVIIe et XVIIIe siècles parlent de rhétorique musicale, mais de manière parfois indirecte. Les textes les plus explicites sont :
- Musica poetica (1606) de Joachim Burmeister ; présentation détaillée de Joachim Burmeister et de sa rhétorique musicale
- Der vollkommene Capellmeister de Johann Mattheson, Hambourg, Christian Herold, 1739 ;
- Essai d’une méthode pour apprendre à jouer de la flûte traversière de Johann Joachim Quantz, Berlin, 1752 ;

## Rhétorique et peinture
Pour comprendre l'intérêt de la rhétorique musicale, il est intéressant de connaître d'autres phénomènes semblables, par exemple le rapprochement entre rhétorique et peinture :
- Michael Baxandall, Giotto and the orators : Humanist Observers of Painting in Italy and the Discovery of Pictorial Composition, 1350-1450, 1971 ; traduction française  Giotto et les humanistes. La découverte de la composition en peinture , Paris, Seuil, 2013.
- Jacqueline Lichtenstein, La couleur éloquente, rhétorique et peinture à l'âge classique, Paris, Flammarion, 1989.